# Хороший сын (фильм, 2011)
«Хоро́ший сын» (фин. Hyvä poika) — художественный фильм режиссёра Зайды Бергрот. Снят в 2011 году Продолжительность — 83 мин.

## Сюжет
Мать одиночка, она же киноактриса Лейла (Эллина Книхтиля), после неудачной премьеры фильма, где она сыграла одну из ролей, решает уединиться с сыновьями в загородном домике на берегу небольшого озера. Однако, привыкшая быть в центре внимания, Лейла тяготится одиночеством и решает пригласить несколько своих богемных знакомых. Одного из них, писателя Аймо она просит остаться с ней на некоторое время.
У Лейлы двое детей. Младший сын — Унто, тихоня, живущий в собственном мире с природой и книгами. Старший — Илмари, ревностно преданный матери, набрасывается на любого, кто к ней приближается.

## Съёмочная группа
- Режиссёр — Зайда Бергрот
- Продюсеры — Миша Яари, Марк Львофф, Элли Тойвониеми
- Сценаристы — Зайда Бергрот, Ян Форсстром
- Оператор — Ану Керянен
- Художник — Сари Суоминен
- Монтаж — Ян Форсстром

## В ролях
- Элина Книхтиля — Лейла
- Самули Ниитюмяки — Илмари
- Еэро Ахо — Аймо
- Эету Юлин — Унто
- Санна-Кайса Пало — Сиири
- Пекка Валкеэйярви — Ханну
- Каиса Маттила — Лилли
- Анна Паавилайнен — Карита

Актриса Элина Книхтиля за роль в этом фильме стала лауреатом финской национальной кинопремии «Юсси» в номинации «За лучшую женскую роль» (2012).